# سیارک ۲۱۶۴۱
سیارک ۲۱۶۴۱ (به انگلیسی: 21641 Tiffanyko، نامگذاری:1999NC40) بیست و یک هزار و ششصد و چهل و یکمین سیارک کشف شده‌است که در ۱۴ ژوئیه ۱۹۹۹ کشف شد.
قدر مطلق سیارک برابر ۱۴.۱ است.